# Pfarrkirche Völs

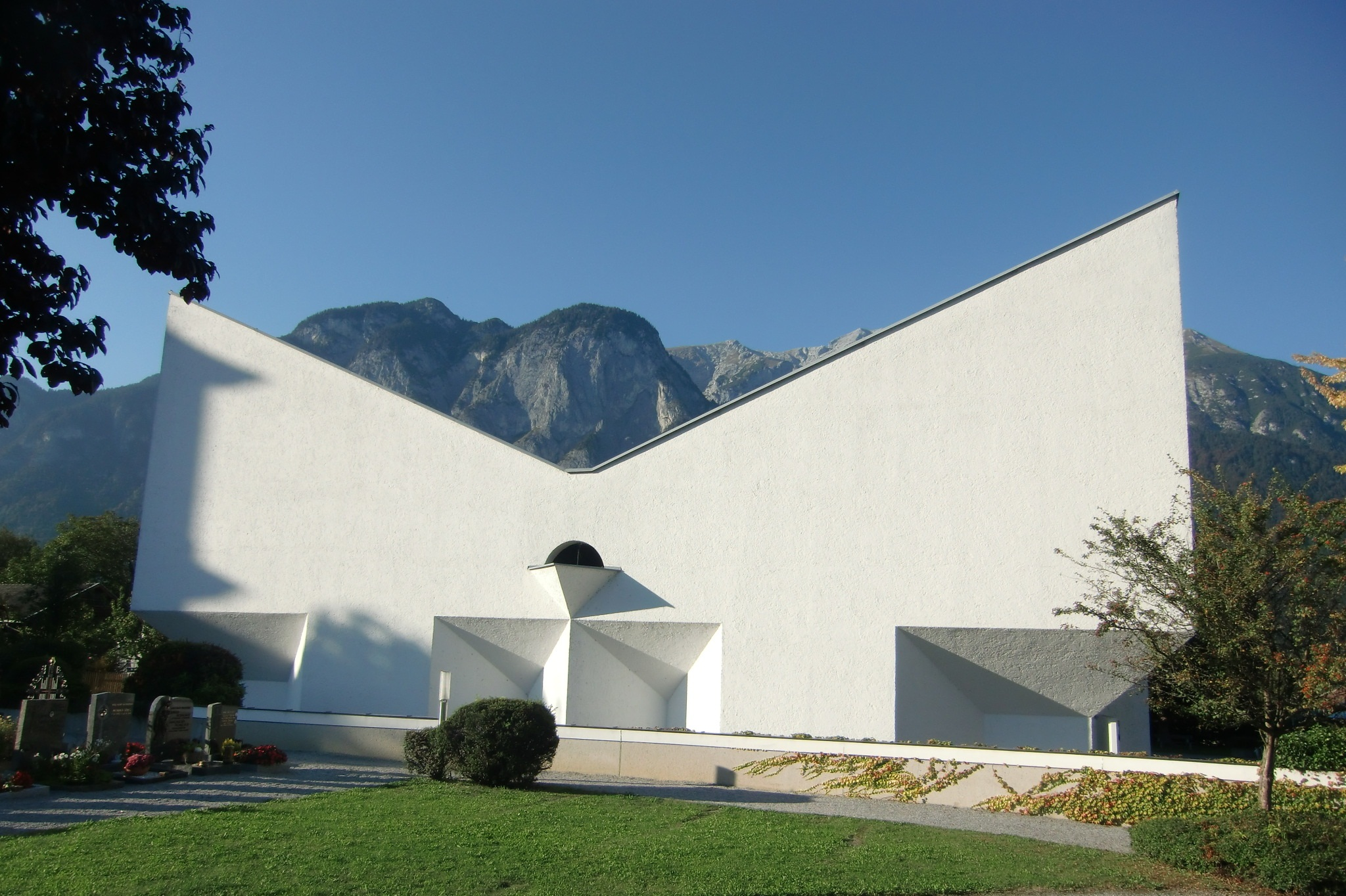
Katholische Pfarrkirche Jesu Christi in Emmaus in Völs

Die römisch-katholische Pfarrkirche Völs steht in der Marktgemeinde Völs im Bezirk Innsbruck-Land im Bundesland Tirol. Die dem Patrozinium Jesu Christi in Emmaus unterstellte Pfarrkirche gehört zum Dekanat Wilten-Land in der Diözese Innsbruck. Die Kirche steht unter Denkmalschutz (Listeneintrag).

## Geschichte
Die Kirche wurde von 1965 bis 1967 nach den Plänen des Architekten Josef Lackner erbaut.

## Architektur
Die Kirche mit einem quadratischen Grundriss wurde in verputztem Mantelbeton und Holz errichtet. Das Gebäude ist durch schräg gestellte Flächen in den verschiedensten Ebenen gegliedert und hat einen kronenartigen Abschluss durch spitz nach oben gezogene Ecken und ein nach innen hängendes Dach.

## Einrichtung
Es gibt ein Bild Heiligstes Herz Jesu aus dem Ende des 18. Jahrhunderts. Das Kruzifix entstand im 19. Jahrhundert. Seit 2016 gibt es in der Kirche ein Emmausbild  der aus Hall in Tirol stammenden Künstlerin Patricia Karg, bei dem je nach Art und Intensität der Beleuchtung unterschiedliche Teile des Bildes sichtbar sind. Eine Kreuzwegrafel des Künstlers Ernst Trawöger zeigt auf neun Quadraten eine zeichenhafte konzentrierte Darstellung des Leidensweges Christi.
Die ebenerdig aufgestellte Orgel wurde 1997 von der Manufaktur Rieger Orgelbau nach Vorlagen des Architekten Lackner gebaut. Ihre 17 Register sind auf zwei Manuale und das Pedal verteilt. 